# 艾伦·梅克辛斯·伍德
艾伦·梅克辛斯·伍德（Ellen Meiksins Wood；1942年4月12日—2016年1月14日）是美国马克思主义历史学家。  

## 生平
1942年出生于纽约市，一年后被起名为艾伦·梅克辛斯，她的父母，在崩得活跃的拉脱维亚犹太人，从欧洲作为政治难民抵达纽约。她在美国和欧洲长大。  
1962年，伍德从加州大学伯克利分校接受了斯拉夫语文学士学位，随后进入美国加州大学洛杉矶分校攻读政治学研究生，1970年她获得博士学位。从1967年到1996年，她在加拿大安大略省多伦多约克大学格兰登学院教政治学。
罗伯特·布伦纳与艾伦·伍德阐述了政治马克思主义的基础，这是马克思主义理论的一部分，它将历史置于其分析的核心。它激起了从结构主义和目的论向作为争议过程和鲜活实践的历史特征的转向。
伍德著有许多书籍和文章，有时与丈夫尼尔·伍德（1922-2003）合作。她的作品被翻译成多种语言，包括西班牙文、葡萄牙文、意大利文、法文、德文、罗马尼亚文、土耳其文、中文、韩文和日文。其中，《从阶级退却》于1988年获得艾萨克·多伊彻纪念奖。1984年至1993年，伍德担任英国杂志《新左派评论》的编辑委员会成员。1997年到2000年，伍德和哈里·马格多夫和保罗·斯威齐一起，是社会主义杂志《每月评论》的编辑。
1996年，她被纳入加拿大皇家学会。她和尼尔·伍德在英格兰和加拿大居住，直到2003年尼尔·伍德去世。
2014年，她嫁给了加拿大新民主党前领导人埃德·布罗德本特，她在渥太华和伦敦居住了6年，直到她73岁时因癌症去世。

## 著作
被翻译为中文的著作有《从阶级退却：新社会主义》、《民主反对资本主义：重建历史唯物主义》、《资本主义的起源》、《资本的帝国》等。
此外还有《农民-市民与奴隶——雅典民主政治的基础》、《资本主义的早期文化》、《自由与财产——文艺复兴至启蒙运动的西方政治思想之社会史》、《从市民到地主——古代至中世纪西方政治思想之社会史》等。

### 采访
- "Interview with Ellen Meiksins Wood - Democracy & Capitalism: Friends or Foes?", New Socialist Magazine, Vol. 1, Issue 1, (January–February 1996).
- "An interview with Ellen Meiksins Wood" （页面存档备份，存于）, by Christopher Phelps. Monthly Review,  Vol. 51, No. 1 (May 1999).
- Downloadable radio interview on the origins of capitalism （页面存档备份，存于）.

### 书评
- "Happy Campers" （页面存档备份，存于） book review of Why Not Socialism? by G.A. Cohen, London Review of Books, Vol. 32, No. 2 (January 28, 2010) [Retrieved April 18, 2010]
- "Why It Matters" （页面存档备份，存于） book review of Hobbes and Republican Liberty, by Quentin Skinner. London Review of Books, Vol. 30, No. 18 (September 25, 2008) [Retrieved April 18, 2010]

### 讣告
- Marxism loses a passionate champion （页面存档备份，存于） by Alex Callinicos, Socialist Review, 410 (February 2016).
- Remembering Ellen Meiksins Wood （页面存档备份，存于） by Vivek Chibber, Jacobin (January 2016).
- Frances Abele, George Comninel and Peter Meiksins, 'Socialism and democracy: the political engagements of Ellen Meiksins Wood', Studies in Political Economy: A Socialist Review, 97 (2016), 320-36, https://dx.doi.org/10.1080/07078552.2016.1249124